# Polymixis bischoffii
Polymixis bischoffii är en fjärilsart som beskrevs av Herrich-Schäffer 1850. Polymixis bischoffii ingår i släktet Polymixis och familjen nattflyn. Inga underarter finns listade i Catalogue of Life.